# Ashley Greene

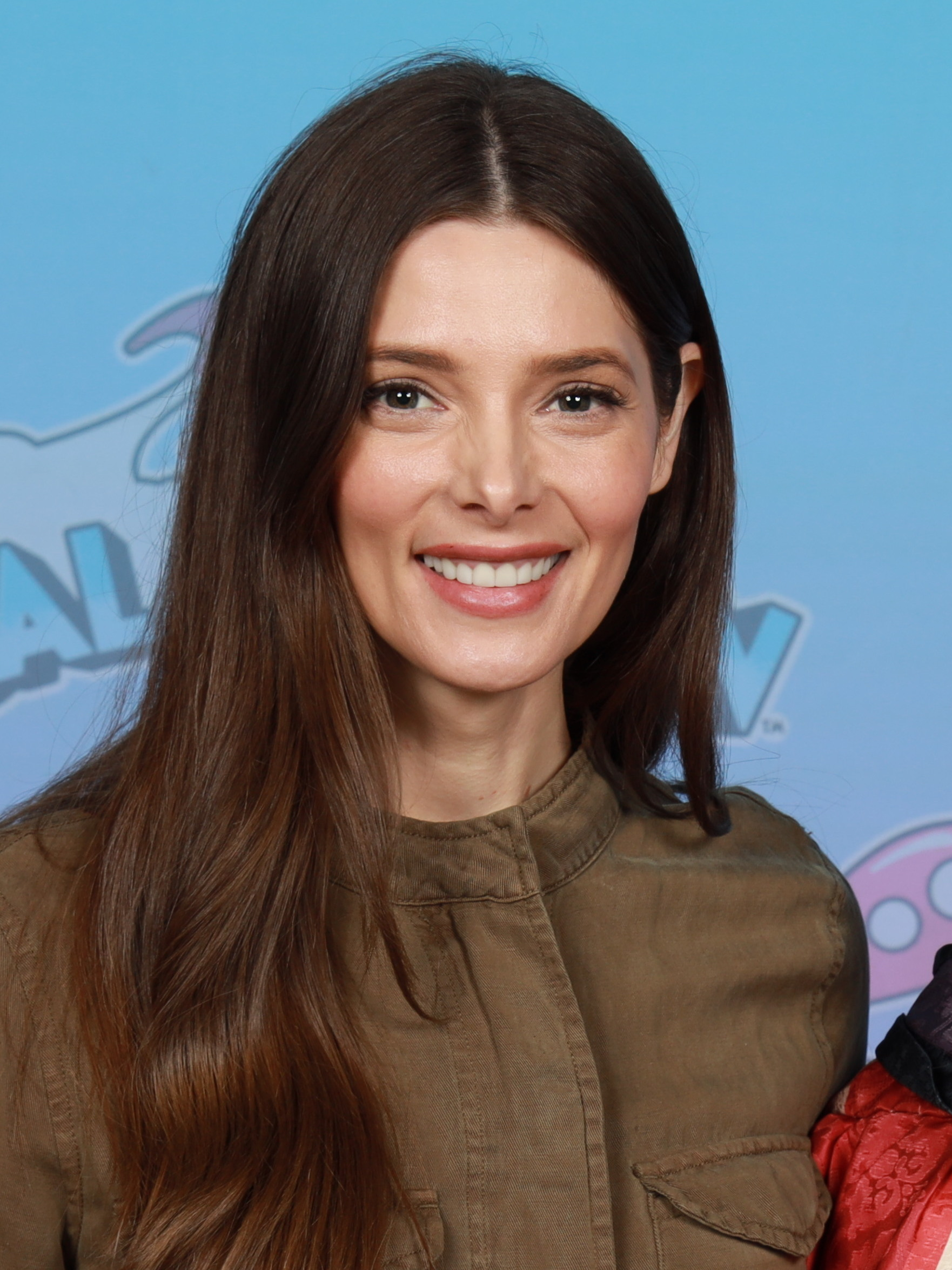
Ashley Greene (2025)

Ashley Michele Greene (* 21. Februar 1987 in Jacksonville, Florida) ist eine US-amerikanische Schauspielerin und Fotomodell. Sie wurde durch die Rolle der Alice Cullen in der Twilight-Filmreihe international bekannt.

## Leben und Karriere
Ashley Greene wurde in Jacksonville, Florida geboren. Ihre Mutter Michele, geborene Tatum, arbeitet bei einer Versicherungsgesellschaft, ihr Vater Joe war in der U.S. Marineinfanterie. Außerdem hat sie einen älteren Bruder namens Joe. Sie wuchs in Middleburg und Jacksonville auf und ging dort zunächst auf die University Christian School. Ab der zehnten Klasse besuchte sie die Wolfson High School, ebenfalls in Jacksonville.
Greene wollte ursprünglich Model werden, wovon ihr jedoch aufgrund ihrer Größe von 1,68 m abgeraten wurde. Sie beendete mit 17 Jahren die High School und zog nach Los Angeles, um dort eine Schauspielkarriere aufzunehmen. Sie spielte zunächst in den Musikvideos Kiss Me, Kill Me von Mest und Lyudi Invalidi von t.A.T.u. sowie in einer Folge der MTV-Serie Punk’d. 2007 hatte sie einen Kurzauftritt neben Michael Douglas in King of California.

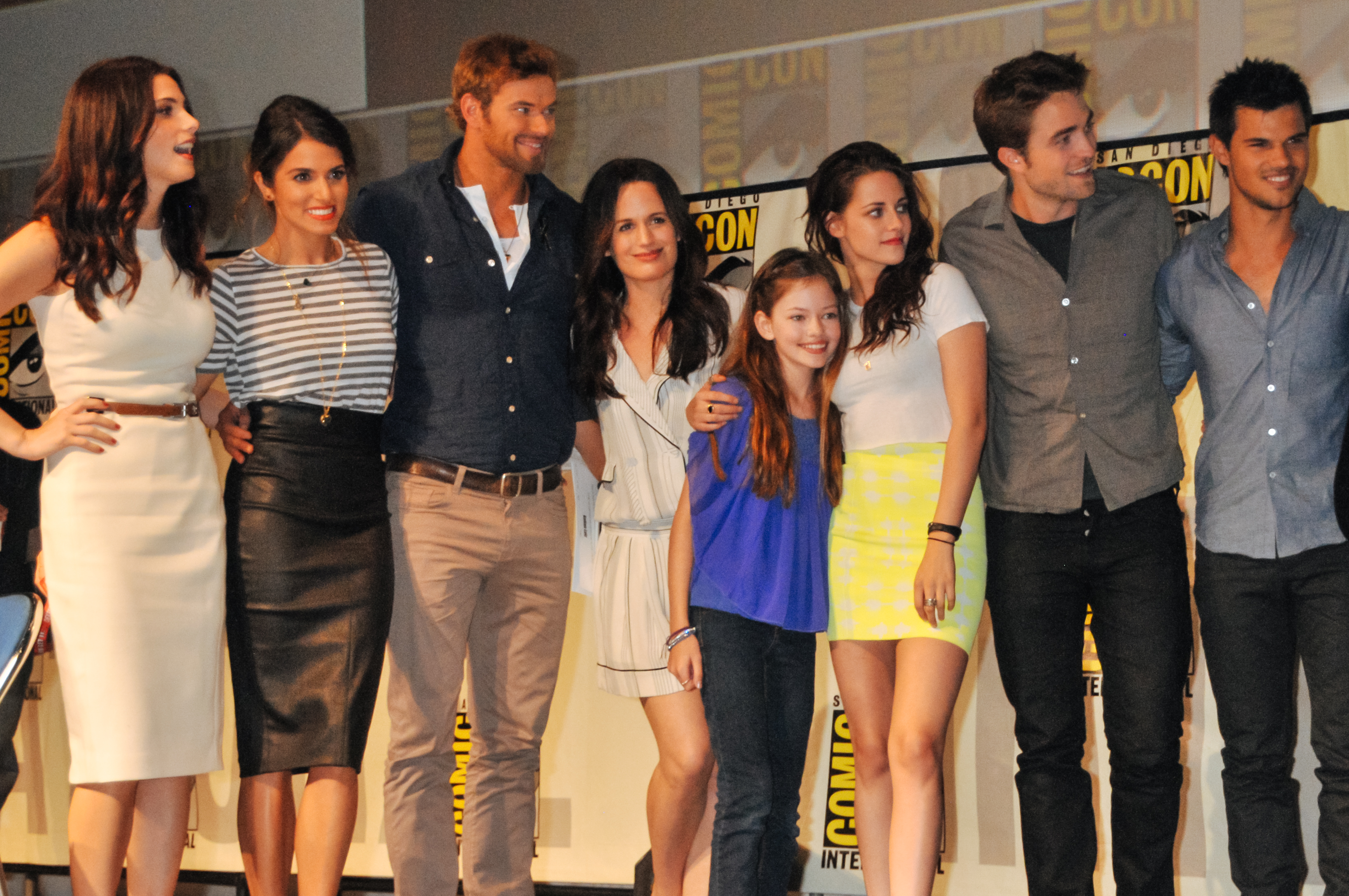
Greene (links) mit Darstellern der Twilight-Filmreihe (2012)

Mit dem Film Twilight – Biss zum Morgengrauen nach dem gleichnamigen Roman von Stephenie Meyer, in dem sie die Vampirin Alice Cullen spielt, feierte sie 2008 ihren Durchbruch und ihren bisher größten Erfolg. Ursprünglich hatte sie sich für die Hauptrolle der Bella Swan beworben, wurde dafür jedoch abgelehnt. Greene übernahm die Rolle der Alice Cullen auch in den vier Fortsetzungen. Nach den Twilight-Filmen spielte sie in Produktionen wie The Apparition (mit Tom Felton), CBGB und Kristy – Lauf um dein Leben. Zudem wirkte sie 2015 an den Videospielen Batman: Arkham Knight und Batgirl: A Matter of Family als Sprecherin mit.
Im Drama Kill the King (Shangri-La-Suite) spielte Greene 2016 Priscilla Presley, die Frau von Elvis Presley. In Jesse V. Johnsons Film Accident Man spielte sie neben Scott Adkins die Rolle der Charlie Adams. 2019 folgte die Rolle der Journalistin Abby Huntsman im Oscar-nominierten Filmdrama Bombshell – Das Ende des Schweigens, das auf Vorfällen sexueller Belästigungen durch den ehemaligen CEO von Fox News Roger Ailes basiert.
Anfang 2022 startete Greene gemeinsam mit ihrer Freundin und Twilight-Fangirl Melanie Howe einen Podcast. In The Twilight Effect lassen die beiden 14 Jahre nach der Veröffentlichung des ersten Films die Twilight Saga noch einmal Revue passieren, sprechen mit weiteren Darstellern und Crewmitgliedern und Greene teilt persönliche Erlebnisse vom Set.

## Privates
Ab Dezember 2016 war Greene mit dem australischen Schauspieler Paul Khoury verlobt. Im Juli 2018 heiratete das Paar. Am 16. September 2022 kam ihre Tochter zur Welt.
2020 gründete Greene gemeinsam mit Khoury und dessen Schwester Olivia die Produktionsfirma Hummingway Productions.

## Filmografie

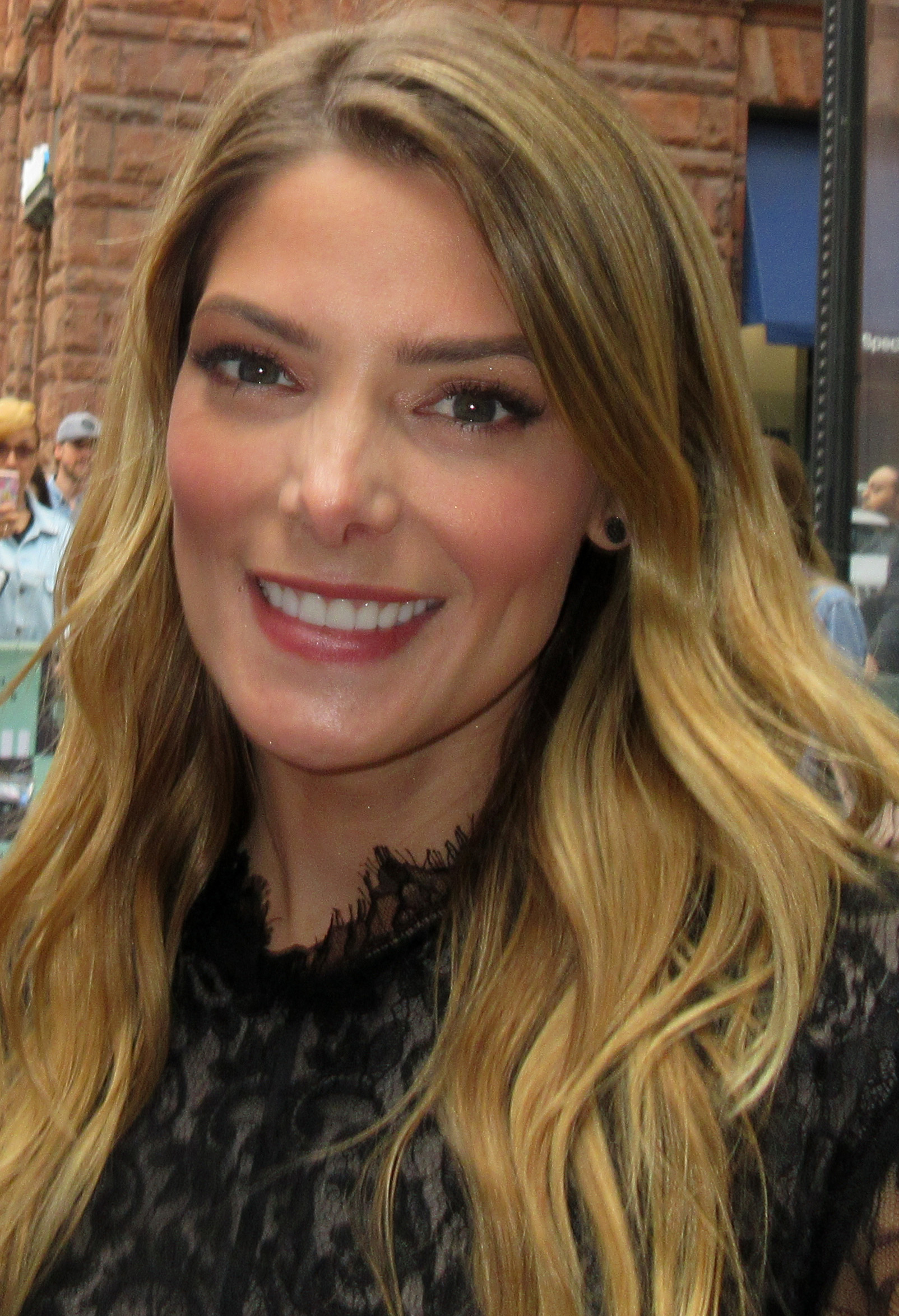
Greene (2018)

- 2005: Punk’d (Fernsehserie, 2 Episoden)
- 2006: Crossing Jordan – Pathologin mit Profil (Crossing Jordan, Fernsehserie, Episode 5x11)
- 2006: MADtv (Fernsehserie, Episode 11x17)
- 2006: Desire (Fernsehserie, 7 Episoden)
- 2007: King of California
- 2008: Otis
- 2008: Shark (Fernsehserie, Episode 2x12)
- 2008: Twilight – Biss zum Morgengrauen (Twilight)
- 2009: Shrink – Nur nicht die Nerven verlieren (Shrink)
- 2009: Summer’s Moon (Summer’s Blood)
- 2009: New Moon – Biss zur Mittagsstunde (The Twilight Saga: New Moon)
- 2010: Skateland
- 2010: Radio Free Albemuth
- 2010: Eclipse – Biss zum Abendrot (The Twilight Saga: Eclipse)
- 2011: Breaking Dawn – Biss zum Ende der Nacht, Teil 1 (The Twilight Saga: Breaking Dawn – Part 1)
- 2011: Liebe gewinnt (A Warrior’s Heart)
- 2011: Alles in Butter (Butter)
- 2011–2012: Pan Am (Fernsehserie, 5 Episoden)
- 2012: LOL
- 2012: The Apparition
- 2012: Breaking Dawn – Biss zum Ende der Nacht, Teil 2 (The Twilight Saga: Breaking Dawn: Part 2)
- 2013: CBGB
- 2014: Wish I Was Here
- 2014: Kristy – Lauf um dein Leben (Kristy)
- 2014: Weg mit der Ex (Burying the Ex)
- 2015: Staten Island Summer
- 2015: Urge – Rausch ohne Limit (Urge)
- 2016–2017: Rogue (Fernsehserie, 17 Episoden)
- 2016: Stürmische Ernte – In Dubious Battle (In Dubious Battle)
- 2016: Kill the King (Shangri-La Suite)
- 2018: Accident Man
- 2018: Antiquities
- 2019: Bombshell – Das Ende des Schweigens (Bombshell)
- 2019: Christmas on My Mind (Fernsehfilm)
- 2019: Step Up – High Water (Fernsehserie, 4 Episoden)
- 2020: Blackjack – The Jackie Ryan Story
- 2020: A Little Christmas Charm (Fernsehfilm); unter dem Namen Ashley Greene Khoury
- 2021: Aftermath
- 2021: One Shot; unter dem Namen Ashley Greene Khoury
- 2022: The Immaculate Room
- 2022: Wrong Place
- 2023: Some Other Woman
- 2023: Inside Man
- 2023: The Retirement Plan
- 2023: Max & Me (Stimme)
- 2024: Wild Cards (Fernsehserie, Episode 1x06)
- 2024: Deck the Walls (Fernsehfilm)
- 2025: It Feeds
- 2025: The Ritual

## Auszeichnungen

### Gewonnen
- 2009: Teen Choice Award in der Kategorie Beliebteste Newcomerin für Twilight – Biss zum Morgengrauen
- 2010: Teen Choice Award in der Kategorie Bester weiblicher Scene Stealer für New Moon – Biss zur Mittagsstunde
- 2012: Teen Choice Award in der Kategorie Bester weiblicher Scene Stealer für Breaking Dawn – Bis(s) zum Ende der Nacht – Teil 1
- 2012: Young Hollywood Award in der Kategorie Weiblicher Superstar von morgen

### Nominiert
- 2009: Scream Award in der Kategorie Beste Breakout Performance für Twilight – Biss zum Morgengrauen
- 2009: Scream Award in der Kategorie Bestes Schauspielensemble für Twilight – Biss zum Morgengrauen
- 2013: Goldene Himbeere in der Kategorie Schlechteste Nebendarstellerin für Breaking Dawn – Bis(s) zum Ende der Nacht – Teil 2